# Андерс Фріск
Андерс Фріск (нар. 18 лютого 1962, Гетеборг, Швеція) — колишній футбольний арбітр. Працює страховим агентом у місті Мольндаль. Фріск вирішив достроково перестати обслуговувати футбольні матчі через тиск зі смертельними погрозами, здійснюваний проти нього та його сім'ї. Ці погрози було здійснено вболівальниками «Челсі» через вилучення Фріском нападника «Челсі» Дідьє Дрогба у першому матчі Ліги чемпіонів проти «Барселони».
Фріск вільно розмовляє кількома мовами, зокрема рідною шведською, англійською, німецькою тощо.

## Кар'єра
Фріск народився 18 лютого 1963 року в шведському місті Гетеборзі. Наразі він живе в Мольндалі, його рідному місті. 
Обслуговує футбольні матчі з 1978 року. Із 1989 року судив матчі найвищої ліги Чемпіонату Швеції з футболу. 
Свою суддівську кар'єру на міжнародному рівні розпочав 1991 року, ставши того ж року арбітром ФІФА.
Окрім суддівства на найвищому рівні, Фріск також виступає як посол кампанії УЄФА та Міжнародного комітету Червоного Хреста щодо покращення тяжкого становища дітей в умовах війни. Він приїжджав до Сьєрра-Леоне, щоб побачити на власні очі роботу МКЧХ, й оголосив, що глибоко зворушений сценами возз'єднання сімей.

### 1991—1993
1991 року він у Швейцарії обслуговував матчі фінального раунду Чемпіонату Європи серед осіб, молодших за 16 років. Арбітром ФІФА Фріск став у 28 років, його першим міжнародним матчем був матч збірної Ісландії проти збірної Туреччини 17 липня 1991 року. Існує також версія, що свою суддівську кар'єру на міжнародному рівні Фріск розпочав матчем молодіжних збірних СРСР й Італії в Сімферополі, але вона безпідставна, адже згаданий матч відбувся аж 17 жовтня 1991 року. 
Перебування Андерса Фріска на Чемпіонаті світу з футболу серед юнаків до 17 років у Японія 2 роки потому було ознакою визнання УЄФА високого рівня його арбітражу.

### 1996
Обслуговуючи матчі Євро-1996 в Англії, Фріск відсудив матч-«трилер» (завершився з рахунком 3:3) групового турніру між національними збірними Росії та Чехії у Ліверпулі.

### 1999
Він був змушений пропустити Чемпіонат світу з футболу 1998 у Франції через травму спини, але видужав вчасно, щоб обслугувати фінал Кубку Конфедерацій-1999 між збірними Бразилії та Мексики на стадіоні Ацтека в Мехіко.
Окрім того, відомий російським уболівальникам як арбітр, що переніс матч «Спартак» — «Лідс Юнайтед» із Москви до Софії.

### 2000
Вершиною кар'єри вважається суддівство фіналу Євро 2000 між Францією й Італією на стадіоні «Де Кейп» у Роттердамі. Пізніше цитуватимуть його фразу про те, що призначення «вивело його у стан, немов мурашки по тілу».

### 2002—2004
Після цього призначення Фріск залишився в аванґарді європейських футбольних арбітрів. Він відсудив 2 матчі Кубку світу в Кореї та Японії: матч групового турніру між Бразилією та Китаєм та матч 1/8 фіналу між Ірландією й Іспанією. Арбітр фінального матчу, П'єрлуїджі Колліна, пізніше напише у своїй автобіографії, що вважав лише Фріска гідним отримати призначення на той матч. Пізніше того ж року Фріск обслуговував другий матч півфіналу Ліги чемпіонів між Челсі та Монако. Він також судив півфінальний матч Євро 2004 між Нідерландами та Португалією, а також був четвертим помічником арбітра у фіналі.
15 вересня 2004 Фріск був змушений відмовитися від продовження суддівства матчу між Ромою та Динамо на Стадіо Олімпіко у груповому турнірі Ліги чемпіонів 2004-05 після того, як у нього влучила монета, кинута з трибун, коли бригада арбітрів ішла з поля після завершення першого тайму.  У нього була сильна кровотеча, й за 55 хвилин після завершення першого тайму матч було припинено остаточно. УЄФА зарахував Ромі технічну поразку, а також зобов'язав останню грати наступні два матчі у груповому турнірі за закритими дверима.

### 2005
12 березня Фріск оголосив про свою негайну відставку, посилаючись на погрози щодо його родини.  Два тижні тому його було піддано жорсткій критиці вболівальниками, гравцями та тренерами «Челсі» після його поведінки на матчі Ліги чемпіонів між «Барселоною» та «Челсі», в якому Фріск вилучив нападника «Челсі» Дідьє Дроґба за дві жовті картки. Головний тренер «Челсі», Жозе Моурінью, публічно звинуватив Фріска за відвідування головним тренером «Барселони» Франком Райкардом його кімнати у перерві матчу — акт, що суперечить правилам УЄФА.
УЄФА покарало «Челсі» за неналежну поведінку під час матчу. Моурінью заборонили перебувати на лаві запасних у чвертьфіналі «Челсі» — «Байєр (Леверкузен)» за згадані висловлювання про Райкарда. 7 квітня було виявлено, що виконавчий директор УЄФА Паскаль Фрателліа спостеріг, що Райкард привітався в тунелі та потім намагався розмовляти з Фріском про матч дорогою до суддівської кімнати. Нібито Фріск сказав йому: «Це не те місце й не той момент, щоб розмовляти про матч» і залишив Райкарда поза кімнатою.
19 грудня Фріска було нагороджено Президентською премією ФІФА як «визнання перерваної кар'єри через загрози смерті щодо його родини».
Андерс Фріск обслугував понад 118 міжнародних ігор упродовж його 18-річну кар'єру.

## Захоплення Фріска
Любить спорт і дивитися фільми в колі сім'ї.